# Georges Konseiga
Georges Konseiga est un homme politique burkinabé. En 1948, il devient le premier président de l'Assemblée territoriale (ou Conseil général, selon les sources), de la Haute-Volta, institution précurseure de l'Assemblée nationale burkinabé.